# Мокринский, Александр Николаевич
Александр Николаевич Мокринский (род. 1 февраля 1958) — советский украинский легкоатлет, специалист по бегу на длинные дистанции, кроссу и марафону. Выступал на всесоюзном уровне в 1980-х годах, двукратный бронзовый призёр чемпионатов СССР по кроссу, многократный призёр первенств всесоюзного и республиканского значения. Представлял Севастополь и Вооружённые силы.

## Биография
Александр Мокринский родился 1 февраля 1958 года. Занимался лёгкой атлетикой в Севастополе, выступал за Украинскую ССР и Советскую Армию.
Впервые заявил о себе в сезоне 1983 года, когда на соревнованиях в Харькове выиграл серебряную медаль в беге на 10 000 метров, установив при этом свой личный рекорд в данной дисциплине — 28:41.22.
В 1984 году на чемпионате СССР в Донецке в беге на 10 000 метров с результатом 28:58.29 финишировал седьмым.
В 1985 году на чемпионате СССР по кроссу в Кисловодске стал бронзовым призёром в дисциплине 5 км. Позднее на всесоюзных соревнованиях в Сочи установил личный рекорд в беге на 5000 метров — 13:48.27.
В 1986 году на кроссовом чемпионате СССР в Ессентуках завоевал бронзовую награду на дистанции 12 км. Также в этом сезоне принимал участие в марафоне в Вильнюсе — показал на финише время 2:17:33, расположившись в итоговом протоколе соревнований на 13-й строке.